# 聖費爾南多主教座堂 (聖安東尼奧)

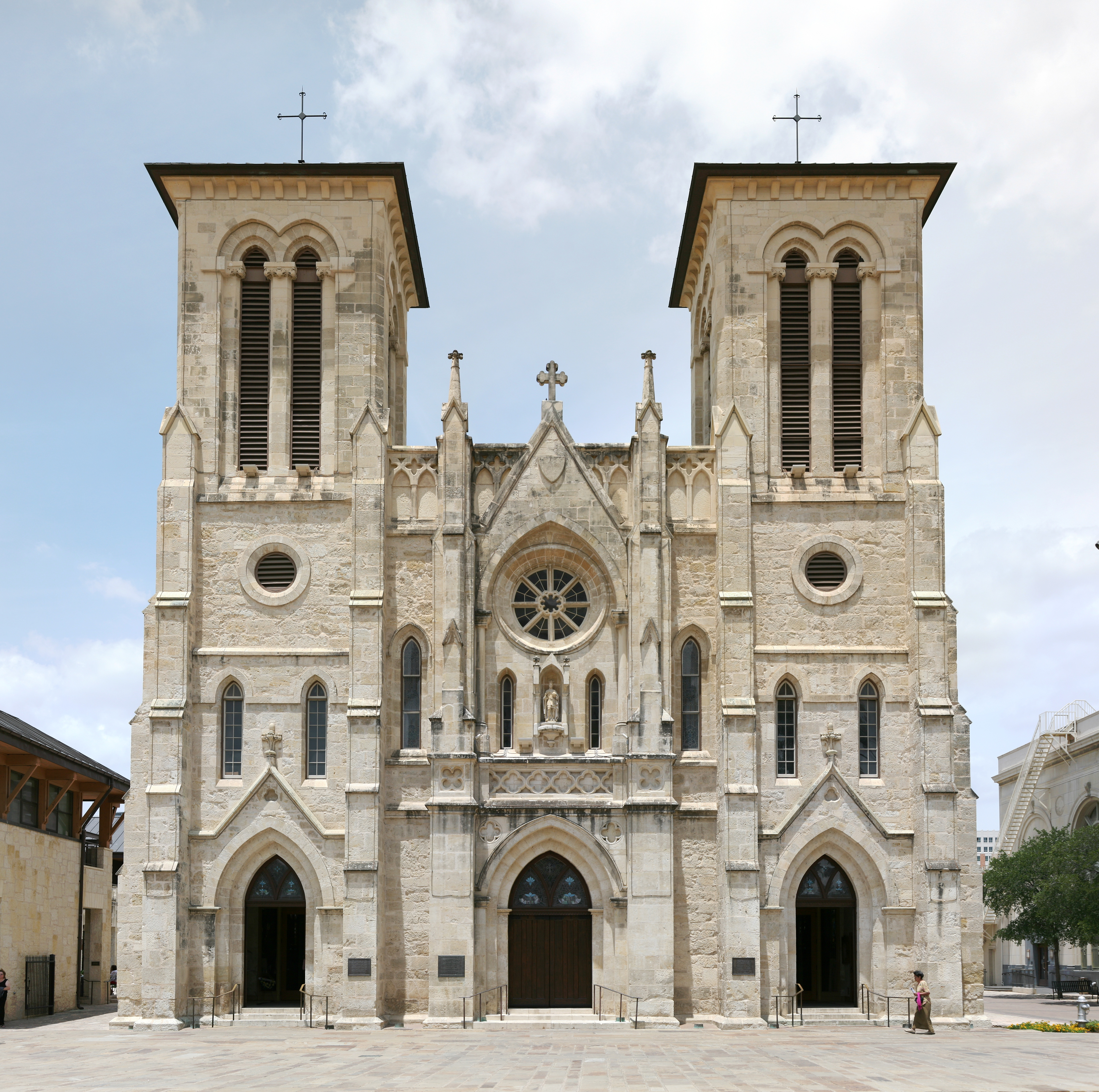
聖費爾南多主教座堂

聖費爾南多主教座堂（英語：Cathedral of San Fernando）是美國的一座天主教的主教座堂，位於德克薩斯州聖安東尼奧，也是天主教聖安東尼奧總教區的主教座堂。最初的教堂修建於1738年至1750年。教堂建築被列入國家史蹟名錄。1987年教宗若望·保祿二世曾訪問這座教堂。2003年教堂進行了大規模翻新。